# Cisie (Wołomin)
Pour les articles homonymes, voir Cisie.

Cisie (prononciation : [ˈt͡ɕiɕe]) est un village polonais de la gmina de Dąbrówka dans le powiat de Wołomin de la voïvodie de Mazovie dans le centre-est de la Pologne.
Il est situé à environ 17 kilomètres au nord de Wołomin (siège du powiat) et 35 kilomètres au nord-est de Varsovie (capitale de la Pologne).
Le village possède une population de 78 habitants en 2006.

## Histoire
De 1975 à 1998, le village appartenait administrativement à la voïvodie d'Ostrołęka.